# De Tijdscapsule
De Tijdscapsule is een Vlaamse televisieserie voor de jeugd uit 1963-1964. Er waren 16 afleveringen die elk een apart verhaal vormden met de tijdscapsule als rode draad. De schrijvers waren Karel Jeuninckx en Lo Vermeulen. De regie was in handen van Senne Rouffaer en Bert Struys.

## Het verhaal
Peter Bergen, een archeoloog anno 2500, heeft een capsule uitgevonden waarmee hij door de tijd kan reizen. In de middeleeuwen bevrijdt hij Isolde van de brandstapel waar zij als heksendochter op was beland. Ze worden verliefd en reizen samen door de tijd waar ze tal van avonturen beleven. Een paraplu die de gebruiker onzichtbaar kon maken fungeerde vaak als een deus ex machina in benarde omstandigheden. De formule bood de gelegenheid beroemde figuren zoals Pieter Paul Rubens voor kinderen ten tonele te voeren en als contrast wat (nu naïef aandoende) futuristisch ogende spielereien in beeld te brengen. De tijdscapsule zelf hield het midden tussen een uit de kluiten gewassen telefooncel en een raket.
Hoewel de reeks zeker spannend was haalde ze nooit het grote succes van latere kinderseries als  “Kapitein Zeppos”.

## Rolverdeling
- Peter Bergen : Eddie Brugman
- Isolde : Elvire De Prez
- Andere rollen waren voor onder meer Janine Bischops, Raymond Bossaerts, Ward de Ravet, Marcel Hendrickx,  Nora Oosterwyck, Bob Van Der Veken, Cyriel Van Gent en Ray Verhaeghe.